# Tephrosia richardsiae
Tephrosia richardsiae är en ärtväxtart som beskrevs av Jan Bevington Gillett. Tephrosia richardsiae ingår i släktet Tephrosia och familjen ärtväxter.

## Underarter
Arten delas in i följande underarter:
- T. r. erucifera
- T. r. richardsiae